# Dustin Garneau
Dustin Thomas Garneau (né le 13 août 1987 à Torrance, Californie, États-Unis) est un ancien receveur de la Ligue majeure de baseball.

## Carrière
Joueur des Titans de l'université d'État de Californie à Fullerton, Ryan Strausborger est repêché par les Rockies du Colorado au 19e tour de sélection en 2009.
Il fait ses débuts dans le baseball majeur avec Colorado le 20 août 2015 et récolte à son premier passage au bâton son premier coup sûr : un double aux dépens du lanceur étoile Max Scherzer des Nationals de Washington.
Il est réclamé au ballottage par les Athletics d'Oakland le 4 août 2017.